# 24-Stunden-Rennen von Le Mans 2008

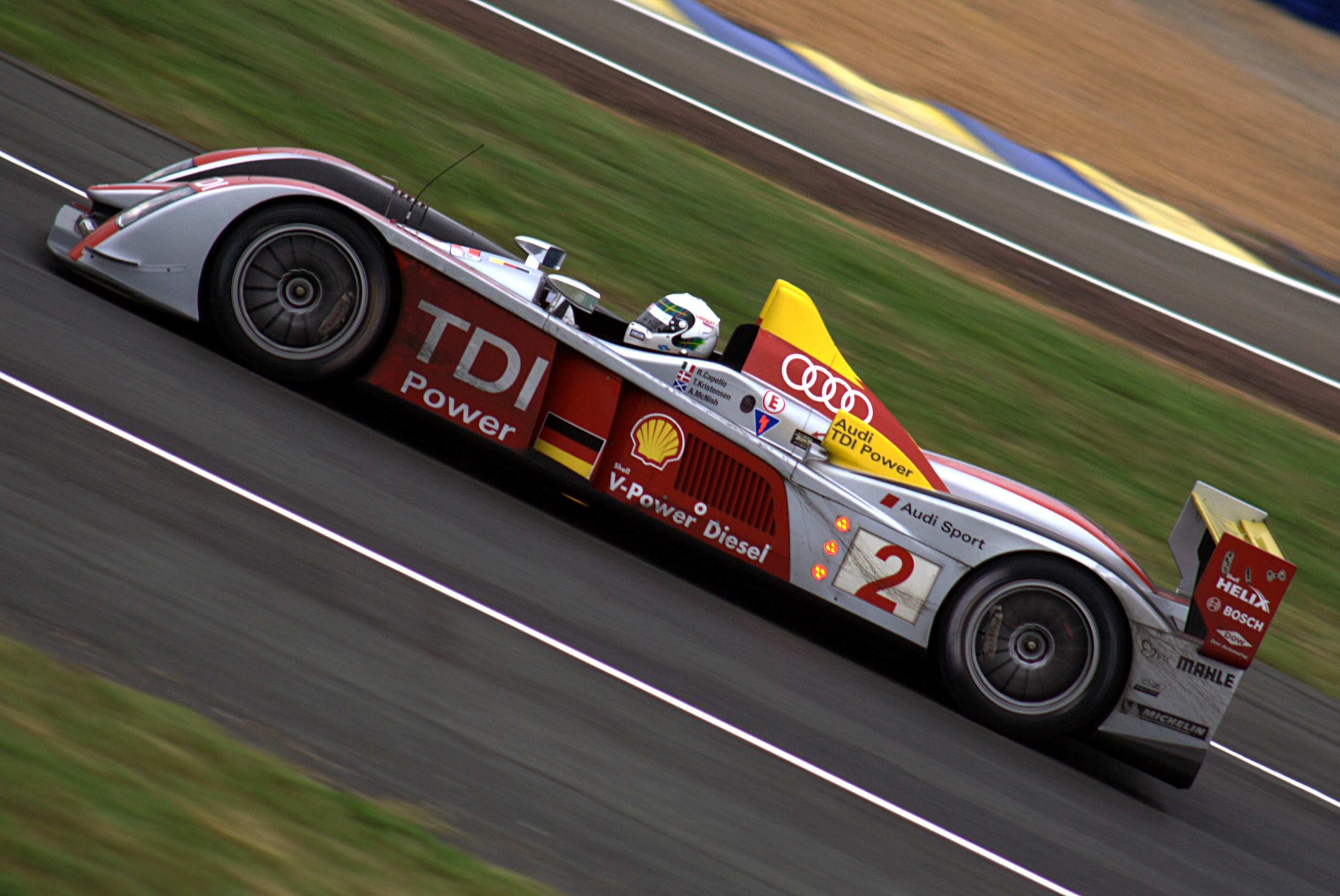
Der Audi R10 TDI, Siegerfahrzeug des 24-Stunden-Rennens von Le Mans 2008

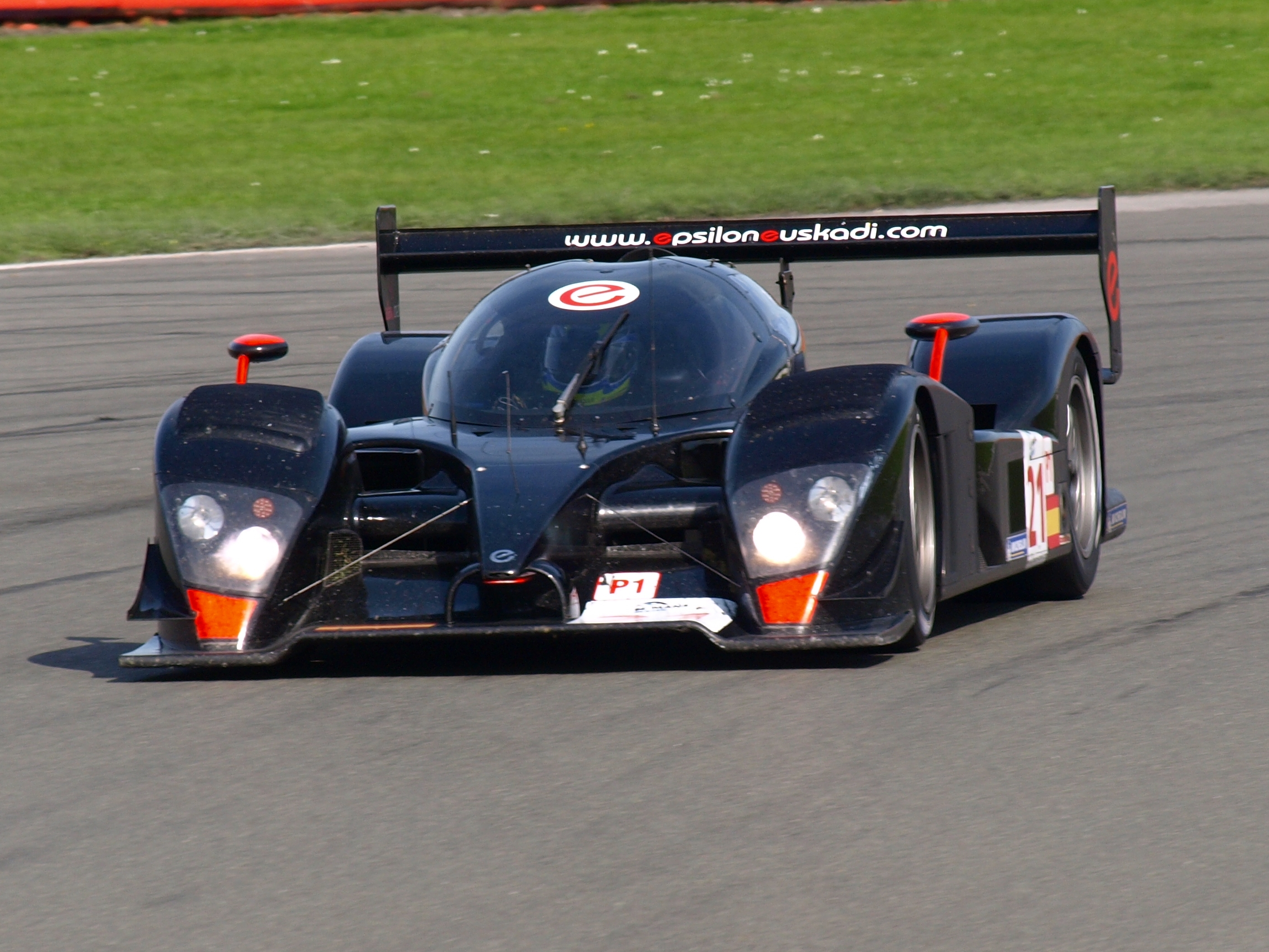
Der formschöne aber nicht ausgereifte Epsilon Euskadi eel; beide gemeldeten Fahrzeuge fielen früh nach Defekten aus

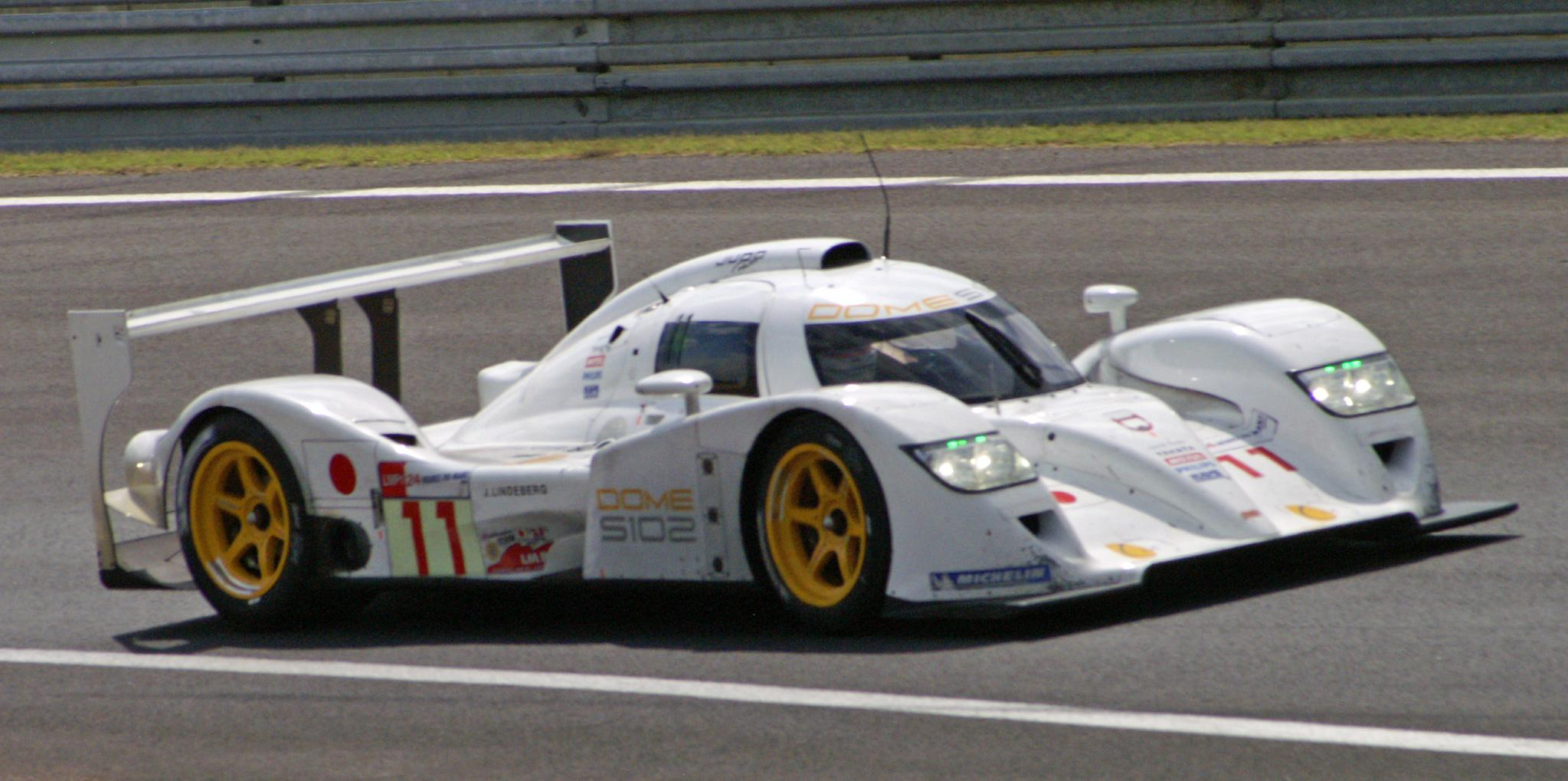
Dome S102

Das 76. 24-Stunden-Rennen von Le Mans, der 76e Grand Prix d’Endurance les 24 Heures du Mans, auch 24 Heures Du Mans, Le Mans, fand vom 14. bis 15. Juni 2008 auf dem Circuit des 24 Heures statt.

## Das Rennen
2008 erhöhte sich die Teilnehmerzahl in der LMP1-Klasse signifikant. Neben Audi und dessen Einsatzteam Joest Racing, die bereits in den letzten Jahren immer drei Prototypen in Le Mans gemeldet hatte, war diesmal auch Peugeot mit drei Fahrzeugen in Le Mans vertreten. Dazu kamen neben den beiden 01 von Henri Pescarolo die Neuentwicklungen von Dome und Epsilon Euskadi.
Der Dome S102 war das Nachfolgemodell des offenen Dome S101 und wurde von Mitarbeitern der Universität Tokio mitentwickelt. Epsilon, das bisher in der LMP2-Klasse tätige Team von Juan Barazi und Michael Vergers stieg 2008 unter der Leitung von Joan Villadelprat mit dem Epsilon Euskadi ee1 in die LMP1-Klasse ein. Entworfen wurde der ee1 von John Travis. In ersten Entwürfen waren noch der doppelte Überrollbügel vorhanden, wie er bei offenen Sportprototypen wie dem Audi R10 TDI vorgeschrieben war. Da der die 24 Stunden von Le Mans veranstaltende ACO anstrebte, ab 2010 nur noch geschlossene Prototypen zuzulassen, wurde das Design abgeändert, und das Fahrzeug mit einem Dach versehen. Eine weitere Änderung war das Einführen einer Hochnase, wie bei Formelfahrzeugen üblich. Ausgerüstet war der ee1 in der Rennsaison 2008 mit einem Judd GV5.5 S2-Motor. Bei der Reifenwahl setzte man auf Michelin.
Im Training fuhr Stéphane Sarrazin im Peugeot 908 HDi FAP eine Zeit von 3:18.513 Minuten. Diese Zeit entsprach einer Durchschnittsgeschwindigkeit von 247,160 km/h. Seit den späten 1980er-Jahren – 1988 Hans-Joachim Stuck im Porsche 962C (3.15.640 = 250,164 km/h) und 1989 Jean-Louis Schlesser im Sauber C9 (3.15.040 = 249,826 km/h) – hatte niemand den Circuit des 24 Heures unter 3 Minuten 20 umrundet. Im Unterschied zum Vorjahr konnten die Peugeot's diesmal das Tempo der Audi R10 TDI nicht nur mithalten, sondern waren auf trockener Strecke überlegen. Allerdings war alle Peugeot's mit einer Trockenabstimmung im Rennen. Während der Regenphase in der Nacht übernahm der Audi mit der Nummer 2 die Führung. Teilweise war dieses Fahrzeug dabei bis zu zehn Sekunden pro Runde schneller als die Konkurrenz. Der dabei herausgefahren Vorsprung reichte am Ende für den Sieg. Rekordsieger Tom Kristensen siegte zum insgesamt achten Mal. In der Klasse LMP2 siegte Van Merksteijn Motorsport im Porsche RS Spyder. Aston Martin Racing gewann die Klasse GT1 im Aston Martin DBR9. Risi Competizione sicherte sich den Klassensieg in der Klasse GT2 im Ferrari F430.

## Ergebnisse

### Piloten nach Nationen
| 36 Franzosen  | 24 Briten      | 13 Deutsche | 11 Amerikaner  | 11 Japaner     |
| 10 Italiener  | 8 Niederländer | 7 Dänen     | 6 Schweizer    | 5 Österreicher |
| 5 Brasilianer | 5 Spanier      | 3 Belgier   | 3 Portugiesen  | 3 Monegassen   |
| 3 Russen      | 2 Australier   | 2 Kanadier  | 2 Finnen       | 2 Schweden     |
| 2 Tschechen   | 1 Saudi        | 1 Chinese   | 1 San-Marinese |                |

### Schlussklassement
| Pos.            | Klasse | Nr. | Team                            | Fahrer                                                  | Chassis                     | Motor                     | Reifen | Runden |
| --------------- | ------ | --- | ------------------------------- | ------------------------------------------------------- | --------------------------- | ------------------------- | ------ | ------ |
| 1               | LMP1   | 2   | Audi Sport North America        | Allan McNish Rinaldo Capello Tom Kristensen             | Audi R10 TDI                | Audi TDI 5.5L Turbo V12   | M      | 381    |
| 2               | LMP1   | 7   | Team Peugeot Total              | Nicolas Minassian Marc Gené Jacques Villeneuve          | Peugeot 908 HDi FAP         | Peugeot 5.5L Turbo V12    | M      | 381    |
| 3               | LMP1   | 9   | Peugeot Sport Total             | Franck Montagny Ricardo Zonta Christian Klien           | Peugeot 908 HDi FAP         | Peugeot 5.5L Turbo V12    | M      | 379    |
| 4               | LMP1   | 3   | Audi Sport Team Joest           | Mike Rockenfeller Lucas Luhr Alexandre Prémat           | Audi R10 TDI                | Audi 5.5L Turbo V12       | M      | 374    |
| 5               | LMP1   | 8   | Team Peugeot Total              | Stéphane Sarrazin Pedro Lamy Alexander Wurz             | Peugeot 908 HDi FAP         | Peugeot 5.5L Turbo V12    | M      | 368    |
| 6               | LMP1   | 1   | Audi Sport North America        | Frank Biela Marco Werner Emanuele Pirro                 | Audi R10 TDI                | Audi 5.5L Turbo V12       | M      | 367    |
| 7               | LMP1   | 17  | Pescarolo Sport                 | Christophe Tinseau Benoît Tréluyer Harold Primat        | Pescarolo 01                | Judd GV5.5 S2 5.5L V10    | M      | 362    |
| 8               | LMP1   | 5   | Team ORECA-Matmut               | Soheil Ayari Loïc Duval Laurent Groppi                  | Courage-ORECA LC70          | Judd GV5.5 S2 5.5L V10    | M      | 357    |
| 9               | LMP1   | 10  | Charouz Racing System           | Jan Charouz Tomáš Enge Stefan Mücke                     | Lola B08/60                 | Aston Martin 6.0L V12     | M      | 354    |
| 10              | LMP2   | 34  | Peter van Merksteijn Motorsport | Peter van Merksteijn Jeroen Bleekemolen Jos Verstappen  | Porsche RS Spyder Evo       | Porsche MR6 3.4L V8       | M      | 354    |
| 11              | LMP1   | 18  | Rollcentre Racing               | João Barbosa Stéphan Grégoire Vanina Ickx               | Pescarolo 01                | Judd GV5.5 S2 5.5L V10    | D      | 352    |
| 12              | LMP2   | 31  | Team Essex                      | Casper Elgaard John Nielsen Sascha Maassen              | Porsche RS Spyder Evo       | Porsche MR6 3.4L V8       | D      | 347    |
| 13              | GT1    | 009 | Aston Martin Racing             | David Brabham Antonio García Darren Turner              | Aston Martin DBR9           | Aston Martin 6.0L V12     | M      | 344    |
| 14              | GT1    | 63  | Corvette Racing                 | Johnny O’Connell Jan Magnussen Ron Fellows              | Chevrolet Corvette C6.R     | Chevrolet LS7.R 7.0L V8   | M      | 344    |
| 15              | GT1    | 64  | Corvette Racing                 | Oliver Gavin Olivier Beretta Max Papis                  | Chevrolet Corvette C6.R     | Chevrolet LS7.R 7.0L V8   | M      | 341    |
| 16              | GT1    | 007 | Aston Martin Racing             | Heinz-Harald Frentzen Andrea Piccini Karl Wendlinger    | Aston Martin DBR9           | Aston Martin 6.0L V12     | M      | 339    |
| 17              | GT1    | 72  | Luc Alphand Aventures           | Luc Alphand Guillaume Moreau Jérôme Policand            | Chevrolet Corvette C6.R     | Chevrolet LS7.R 7.0L V8   | M      | 335    |
| 18              | LMP2   | 35  | Saulnier Racing                 | Pierre Ragues Matthieu Lahaye Cong Fu Cheng             | Pescarolo 01                | Judd DB 3.4L V8           | M      | 333    |
| 19              | GT2    | 82  | Risi Competizione               | Gianmaria Bruni Mika Salo Jaime Melo                    | Ferrari F430 GTC            | Ferrari 4.0L V8           | M      | 326    |
| 20              | LMP2   | 40  | Quifel ASM Team                 | Miguel Amaral Olivier Pla Guy Smith                     | Lola B05/40                 | AER P07 2.0L Turbo I4     | D      | 325    |
| 21              | GT1    | 73  | Luc Alphand Aventures           | Jean-Luc Blanchemain Laurent Pasquali Patrice Goueslard | Chevrolet Corvette C6.R     | Chevrolet LS7.R 7.0L V8   | M      | 325    |
| 22              | GT2    | 97  | BMS Scuderia Italia             | Matteo Malucelli Paolo Ruberti Fabio Babini             | Ferrari F430 GTC            | Ferrari 4.0L V8           | P      | 318    |
| 23              | GT2    | 90  | Farnbacher Racing               | Pierre Ehret Pierre Kaffer Lars-Erik Nielsen            | Ferrari F430 GTC            | Ferrari 4.0L V8           | D      | 317    |
| 24              | LMP1   | 14  | Creation Autosportif            | Stuart Hall Johnny Mowlem Marc Goossens                 | Creation CA07               | AIM YS 5.5L V8            | D      | 316    |
| 25              | GT2    | 99  | JMB Racing                      | Ben Aucott Alain Ferté Stéphane Daoudi                  | Ferrari F430 GT             | Ferrari 4.0L V8           | M      | 312    |
| 26              | LMP1   | 4   | Saulnier Racing                 | Jacques Nicolet Marc Faggionato Richard Hein            | Pescarolo 01                | Judd GV5.5 S2 5.5L V10    | M      | 311    |
| 27              | GT2    | 77  | Team Felbermayr-Proton          | Horst Felbermayr senior Alex Davison Wolf Henzler       | Porsche 997 GT3-RSR         | Porsche 3.8L Flat-6       | M      | 309    |
| 28              | GT1    | 50  | Larbre Compétition              | Christophe Bouchut David Hallyday Patrick Bornhauser    | Saleen S7-R                 | Ford 7.0L V8              | M      | 306    |
| 29              | LMP2   | 32  | Barazi-Epsilon                  | Michael Vergers Juan Barazi Stuart Moseley              | Zytek 07S/2                 | Zytek ZG348 3.4L V8       | M      | 304    |
| 30              | GT1    | 59  | Team Modena                     | Terry Borcheller Christian Fittipaldi Jos Menten        | Aston Martin DBR9           | Aston Martin 6.0L V12     | M      | 302    |
| 31              | LMP2   | 26  | Team Bruichladdich Radical      | Marc Rostan Gunnar Jeannette Ben Devlin                 | Radical SR9                 | AER P07 2.0L Turbo I4     | D      | 297    |
| 32              | GT2    | 80  | Flying Lizard Motorsports       | Jörg Bergmeister Johannes van Overbeek Seth Neiman      | Porsche 997 GT3-RSR         | Porsche 3.8L Flat-6       | M      | 289    |
| 33              | LMP1   | 11  | Dome Racing Team                | Tatsuya Kataoka Yuji Tachikawa Daisuke Itō              | Dome S102                   | Judd GV5.5 S2 5.5L V10    | M      | 272    |
| Nicht klassiert |        |     |                                 |                                                         |                             |                           |        |        |
| 34              | GT1    | 55  | IPB Spartak Racing              | Peter Kox Mike Hezemans Roman Russinow                  | Lamborghini Murciélago R-GT | Lamborghini L535 6.0L V12 | M      | 266    |
| 35              | LMP1   | 24  | Terramos                        | Yōjirō Terada Hiroki Katō Kazuho Takahashi              | Courage LC70                | Mugen MF408S 4.0L V8      | M      | 224    |
| Ausgefallen     |        |     |                                 |                                                         |                             |                           |        |        |
| 36              | GT2    | 96  | Virgo Motorsport                | Rob Bell Tim Mullen Tim Sugden                          | Ferrari F430 GT             | Ferrari 4.0L V8           | D      | 289    |
| 37              | LMP1   | 16  | Pescarolo Sport                 | Emmanuel Collard Jean-Christophe Boullion Romain Dumas  | Pescarolo 01                | Judd GV5.5 S2 5.5L V10    | M      | 238    |
| 38              | LMP1   | 23  | Autocon Motorsports             | Bryan Willman Michael Lewis Chris McMurry               | Creation CA07               | Judd GV5 5.0L V10         | D      | 224    |
| 39              | LMP2   | 45  | Embassy Racing                  | Warren Hughes Jonny Kane Joey Foster                    | Embassy WF01                | Zytek ZG348 3.4L V8       | M      | 213    |
| 40              | LMP2   | 33  | Speedy Racing Team              | Steve Zacchia Andrea Belicchi Xavier Pompidou           | Lola B08/80                 | Judd DB 3.4L V8           | M      | 194    |
| 41              | LMP1   | 20  | Epsilon Euskadi                 | Ángel Burgueño Miguel Ángel de Castro Adrián Vallés     | Epsilon Euskadi ee1         | Judd GV5.5 S2 5.5L V10    | M      | 189    |
| 42              | LMP1   | 22  | Tōkai University                | Toshio Suzuki Haruki Kurosawa Masami Kageyama           | Courage-ORECA LC70          | YGK YR40 4.0L Turbo V8    | Y      | 185    |
| 43              | LMP1   | 21  | Epsilon Euskadi                 | Shinji Nakano Stefan Johansson Jean-Marc Gounon         | Epsilon Euskadi ee1         | Judd GV5.5 S2 5.5L V10    | M      | 158    |
| 44              | LMP1   | 6   | Team ORECA-Matmut               | Marcel Fässler Olivier Panis Simon Pagenaud             | Courage-ORECA LC70          | Judd GV5.5 S2 5.5L V10    | M      | 147    |
| 45              | LMP2   | 44  | Kruse-Schiller Motorsport       | Jean de Pourtales Hideki Noda Allan Simonsen            | Lola B05/40                 | Mazda MZR-R 2.0L Turbo I4 | D      | 147    |
| 46              | LMP1   | 12  | Charouz Racing System           | Greg Pickett Klaus Graf Jan Lammers                     | Lola B07/17                 | Judd GV5.5 S2 5.5L V10    | M      | 146    |
| 47              | GT2    | 78  | AF Corse                        | Thomas Biagi Toni Vilander Christian Montanari          | Ferrari F430 GT             | Ferrari 4.0L V8           | M      | 111    |
| 48              | LMP2   | 25  | Ray Mallock Ltd.                | Andy Wallace Mike Newton Thomas Erdos                   | MG-Lola EX265               | MG XP21 2.0L Turbo I4     | M      | 100    |
| 49              | LMP1   | 19  | Chamberlain-Synergy Motorsport  | Bob Berridge Gareth Evans Amanda Stretton               | Lola B06/10                 | AER P32C 4.0L Turbo V8    | D      | 87     |
| 50              | GT1    | 53  | Vitaphone Racing Team           | Peter Hardman Nick Leventis Alexandre Negrão            | Aston Martin DBR9           | Aston Martin 6.0L V12     | M      | 82     |
| 51              | GT2    | 94  | Speedy Racing Team              | Andrea Chiesa Iradj Alexander Benjamin Leuenberger      | Spyker C8 Laviolette GT2-R  | Audi 4.0L V8              | M      | 72     |
| 52              | GT2    | 85  | Snoras Spyker Squadron          | Ralf Kelleners Alexey Vasilyev Peter Dumbreck           | Spyker C8 Laviolette GT2-R  | Audi 4.0L V8              | M      | 43     |
| 53              | GT2    | 76  | IMSA Performance Matmut         | Raymond Narac Patrick Long Richard Lietz                | Porsche 997 GT3-RSR         | Porsche 3.8L Flat-6       | M      | 26     |
| 54              | LMP2   | 41  | Trading Performance             | Karim Ojjeh Claude-Yves Gosselin Adam Sharpe            | Zytek 07S/2                 | Zytek ZG348 3.4L V8       | M      | 22     |
| 55              | GT2    | 83  | Risi Competizione               | Tracy Krohn Nic Jönsson Eric van de Poele               | Ferrari F430 GT             | Ferrari 4.0L V8           | M      | 12     |
| Nicht gestartet |        |     |                                 |                                                         |                             |                           |        |        |
| 56              | LMP2   | 30  | Racing Box Srl.                 | Andrea Ceccato Filippo Francioni Ferdinando Geri        | Lucchini LMP2-08            | Judd DB 3.4L V8           | D      | 1      |

1Technische Abnahme nicht bestanden

### Nur in der Meldeliste
Hier finden sich Teams, Fahrer und Fahrzeuge die ursprünglich für das Rennen gemeldet waren, aber aus den unterschiedlichsten Gründen daran nicht teilnahmen.
| Pos. | Klasse | Nr. | Team                             | Fahrer | Chassis                     | Motor                     | Reifen |
| ---- | ------ | --- | -------------------------------- | ------ | --------------------------- | ------------------------- | ------ |
| 57   | GT1    |     | Interprogressbank Spartak Racing |        | Lamborghini Murciélago R-GT | Lamborghini L535 6.0L V12 | M      |
| 58   | GT2    |     | IMSA Performance Matmut          |        | Porsche 997 GT3-RSR         | Porsche 3.8L Flat-6       | M      |
| 59   | LMP1   |     | Creation Autosportif             |        | Creation CA07               | AIM YS 5.5L V8            | D      |
| 60   | GT2    |     | Spyker Squadron b.v.             |        | Spyker C8 Laviolette GT2-R  | Audi 4.0L V8              | M      |
| 61   | GT2    |     | Team Felbermayr-Proton           |        | Porsche 997 GT3-RSR         | Porsche 3.8L Flat-6       | M      |
| 62   | GT1    |     | Larbre Compétition               |        | Saleen S7-R                 | Ford 7.0L V8              |        |
| 63   | GT2    | 81  | Tafel Racing                     |        | Ferrari F430 GTC            | Ferrari 4.0L V8           | M      |
| 64   | GT1    |     | Strakka Racing                   |        | Aston Martin DBR9           | Aston Martin 6.0L V12     |        |
| 65   | LMP2   |     | WR Salini                        |        | WR LMP2008                  | Zytek ZG348 3.4L V8       |        |

### Klassensieger
| Klasse | Fahrer               | Fahrer             | Fahrer         | Fahrzeug              | Platzierung im Gesamtklassement |
| ------ | -------------------- | ------------------ | -------------- | --------------------- | ------------------------------- |
| LMP1   | Allan McNish         | Rinaldo Capello    | Tom Kristensen | Audi R10 TDI          | Gesamtsieg                      |
| LMP2   | Peter van Merksteijn | Jeroen Bleekemolen | Jos Verstappen | Porsche RS Spyder Evo | Rang 10                         |
| GT1    | David Brabham        | Antonio Garcia     | Darren Turner  | Aston Martin DBR9     | Rang 13                         |
| GT2    | Gianmaria Bruni      | Mika Salo          | Jaime Melo     | Ferrari F430 GT       | Rang 19                         |

### Renndaten
- Gemeldet: 65
- Gestartet: 55
- Gewertet: 33
- Rennklassen: 4
- Zuschauer: 258.500
- Ehrenstarter des Rennens: unbekannt
- Wetter am Rennwochenende: warm, Regen in der Nacht und am Ende des Rennens
- Streckenlänge: 13,629 km
- Fahrzeit des Siegerteams: 24:00:24.085 Stunden
- Runden des Siegerteams: 381
- Distanz des Siegerteams: 5192,649 km
- Siegerschnitt: 216,300 km/h
- Pole Position: Stéphane Sarrazin – Peugeot 908 HDi FAP (#8) – 3:18,513 = 247.160 km/h
- Schnellste Rennrunde: Stéphane Sarrazin – Peugeot 908 HDi FAP (#8) – 3:19,394 = 246.068 km/h
- Rennserie: zählte zu keiner Rennserie